# Korpus specijalnih snaga
Korpus specijalnih snaga (dobesedno slovensko Korpus specialnih sil) je bil korpus, ki je združeval specialne sile kopenske vojske Vojske Jugoslavije, nato pa Vojske Srbije in Črne gore.

## Organizacija
1993
- Motorizirana gardna brigada
- 63. padalska brigada
- 72. specialna brigada

1999
- Motorizirana gardna brigada
- 63. padalska brigada
- 72. specialna brigada
- Kobre
- Sokoli